# Ulica Kralja Milana

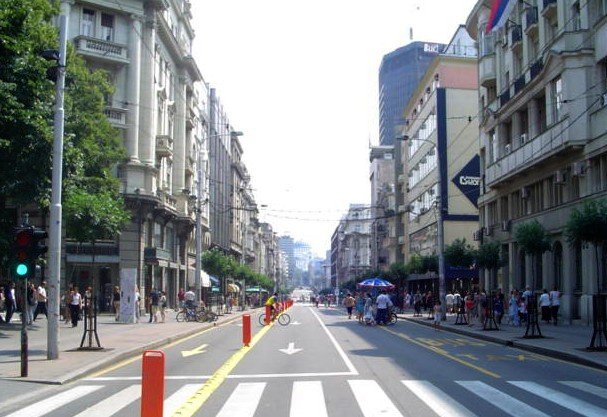
Ansicht des Boulevards von Höhe des Alten Schlosses zur Slavija

Die Ulica Kralja Milana  (serbisch-kyrillisch Улица краља Милана) ist eine der Hauptstraßen in Belgrad, Serbien. Sie befindet sich zwischen dem Terazije und der Slavija.
An der Kralja Milana liegen zahlreiche repräsentative Bauwerke, so das neue und das alte Schloss (ehemalige Residenzen des Königs Milan Obrenović und Alexandar Karađorđević), das Jugoslovensko Dramsko pozorište, das Hochhaus Beograđanka und das Café London. 
Der Boulevard wird der Ulica Kneza Miloša gekreuzt, der Hauptverbindung von Donau- und Saveufer.

## Geschichte
Vor der Bebauung hieß die Straße Kragujevčki drum. Im Stadtplan von 1876 wird sie Milanova ulica, nach dem Fürsten und späteren König Milan Obrenović, genannt. Damals gehörte auch der Terazije zur Straße und führt bis zum heutigen Café London an der Ecke der Kreuzung zur Knez Miloša ulica. Auf Plänen ab 1905 führt die Straße dann bis zur Slavija.
Nach dem Zweiten Weltkrieg wurde die Straße nach Josip Broz Tito in Bulevar Maršala Tita (serbisch-kyrillisch Булевар маршала Тита) umbenannt. Anfang der 1990er wurde dann der Name Ulica srpskih vladara (serbisch-kyrillisch Улица српских владара, „Straße der serbischen Herrscher“) benutzt. Heute trägt die Straße wieder ihren traditionellen Namen vom Ende des 19. Jahrhunderts.